# Resolutie 1581 Veiligheidsraad Verenigde Naties
Resolutie 1581 van de Veiligheidsraad van de Verenigde Naties werd unaniem door de VN-Veiligheidsraad aangenomen op 18 januari 2005. Het was de eerste resolutie van de Veiligheidsraad van dat jaar.

## Achtergrond
In 1980 overleed de Joegoslavische leider Josip Broz Tito, die decennialang de bindende kracht was geweest tussen de zes deelstaten van het land. Na zijn dood kende het nationalisme een sterke opmars en in 1991 verklaarde Bosnië en Herzegovina zich onafhankelijk. De Servische minderheid in het land kwam hiertegen in opstand en begon een burgeroorlog, waarbij ze probeerden de Bosnische volkeren te scheiden. Tijdens die oorlog vonden massamoorden plaats waarbij tienduizenden mensen omkwamen. In 1993 werd het Joegoslaviëtribunaal opgericht, dat de oorlogsmisdaden die hadden plaatsgevonden moest berechten.

## Inhoud

### Handelingen
Op vraag van de secretaris-generaal Kofi Annan besloot de Veiligheidsraad dat volgende ad litem-rechters in het Joegoslavië-tribunaal hun lopende zaak mochten afwerken nadat ze na afloop van hun ambtstermijn waren vervangen:
a. Rechter Rasoazanany en rechter Swart — zaak Hadžihasanović,
b. Rechter Brydensholt en rechter Eser — zaak Orić,
c. Rechter Thelin en rechter Van Den Wyngaert — zaak Limaj,
d. Rechter Canivell — zaak Krajišnik,
e. Rechter Szénási — zaak Halilović als hij aan die zaak wordt toegewezen,
f. Rechter Hanoteau — zaak Krajišnik als hij aan die zaak wordt toegewezen.
Het Hof was van plan de zaak Hadžihasanović voor eind september 2005 te beëindigen, de zaak Halilović voor eind oktober 2005, de zaken Orić en Limaj voor eind november 2005 en de zaak Krajišnik voor eind april 2006.

## Verwante resoluties
- Resolutie 1534 Veiligheidsraad Verenigde Naties (2004)
- Resolutie 1567 Veiligheidsraad Verenigde Naties (2004)
- Resolutie 1597 Veiligheidsraad Verenigde Naties
- Resolutie 1613 Veiligheidsraad Verenigde Naties

Lijst ·  1581 ·  1582 ·  1583 ·  1584 ·  1585 ·  1586 ·  1587 ·  1588 ·  1589 ·  1590 ·  1591 ·  1592 ·  1593 ·  1594 ·  1595 ·  1596 ·  1597 ·  1598 ·  1599 ·  1600 ·  1601 ·  1602 ·  1603 ·  1604 ·  1605 ·  1606 ·  1607 ·  1608 ·  1609 ·  1610 ·  1611 ·  1612 ·  1613 ·  1614 ·  1615 ·  1616 ·  1617 ·  1618 ·  1619 ·  1620 ·  1621 ·  1622 ·  1623 ·  1624 ·  1625 ·  1626 ·  1627 ·  1628 ·  1629 ·  1630 ·  1631 ·  1632 ·  1633 ·  1634 ·  1635 ·  1636 ·  1637 ·  1638 ·  1639 ·  1640 ·  1641 ·  1642 ·  1643 ·  1644 ·  1645 ·  1646 ·  1647 ·  1648 ·  1649 ·  1650 ·  1651